# اکسیشم، لنسیرلیاوا
اکسیشم، لنسیرلیاوا (به لاتین: Akçeşme, İncirliova) یک منطقهٔ مسکونی در ترکیه است که در استان آیدین واقع شده‌است.

## خصوصیات
اکسیشم ۳۱۱ نفر جمعیت دارد.